# Schizonycha maritima
Schizonycha maritima är en skalbaggsart som beskrevs av Moser 1914. Schizonycha maritima ingår i släktet Schizonycha och familjen Melolonthidae. Inga underarter finns listade i Catalogue of Life.